# Scirpophaga praelata
Scirpophaga praelata  (лат.) — вид чешуекрылых насекомых из семейства огнёвок-травянок. Распространён в Юго-Восточной и Южной Европе, в Марокко, Алжире, Ливане, Иране, Турции, Японии, Тайване, Приморском крае, восточном Китае и Австралии. Гусеницы питаются на Scirpus lacustris, Scirpus validus, Scirpus mucronatus, Scirpus littoralis.